# Prix de thèse E. W. Beth
L'Association for Logic, Language and Information (FoLLI) décerne chaque année un prix de thèse E. W. Beth, dénommé ainsi en l'honneur du mathématicien néerlandais Evert Willem Beth ; le prix est attribué à des thèses de doctorat exceptionnelles dans les domaines de la logique, des langages et de l'information. Les mémoires sont évalués sur la base de leur profondeur technique, leur importance et leur originalité. Chaque année, le prix peut être attribué ex aequo à plus d'une thèse, ou à aucune thèse. Le prix consiste en un certificat, une récompense monétaire et une invitation à soumettre une version (éventuellement révisée) de la thèse aux Publications on Logic, Language and Information  publiées par Springer Science + Business Media . 

## Liste des lauréats
Les lauréats de ce prix sont  :
| Année | Auteur                    | Titre de la thèse                                                          | Institution                                           |
| ----- | ------------------------- | -------------------------------------------------------------------------- | ----------------------------------------------------- |
| 2022  | Alexander Bentkamp        | Superposition for Higher Order Logic                                       | Université libre d'Amsterdam                          |
| 2021  | Ilaria Canavotto          | Where Responsibility Takes You                                             | Université d'Amsterdam                                |
| 2021  | Martin Lück               | Team Logic: Axioms, Expressiveness, Complexity                             | Université de Hanovre                                 |
| 2020  | Juan Aguilera             | Between the Finite and the Infinite                                        | Université technique de Vienne                        |
| 2020  | Marcin Wągiel             | Subatomic Quantification                                                   | Université Masaryk                                    |
| 2019  | Bartosz Wcisło            | Understanding the strength of compositional truth                          | Université de Varsovie                                |
| 2018  | İsmail İlkan Ceylan       | Query Answering in Probabilistic Data and Knowledge Bases                  | Université technique de Dresde                        |
| 2017  | Antoine Amarilli          | Leveraging the structure of uncertain data                                 | Télécom Paris                                         |
| 2017  | Ronald de Haan            | Parameterized Complexity in the Polynomial Hierarchy                       | Université technique de Vienne                        |
| 2016  | Thomas Zeume              | Small Dynamic Complexity Classes                                           | Université technique de Dortmund                      |
| 2015  | Michał Skrzypczak         | Descriptive set theoretic methods in automata theory                       | Université de Varsovie                                |
| 2014  | Thomas Graf               | Local and Transderivational Constraints in Syntax and Semantics            | Université de Californie à Los Angeles                |
| 2013  | Wesley H. Holliday        | Knowing What Follows: Epistemic Closure and Epistemic Logic                | Université Stanford                                   |
| 2013  | Ekaterina Lebedeva        | Expressing Discourse Dynamics via Continuations                            | Université de Lorraine                                |
| 2012  | Andreas Kapsner           | Logics and Falsifications                                                  | Université de Barcelone                               |
| 2012  | Daniel R. Licata          | Dependently Typed Programming with Domain-Specific Logics                  | Université Carnegie-Mellon                            |
| 2011  | Nils Bulling              | Modelling and Verifying Abilities of Rational Agents                       | Université de technologie de Clausthal                |
| 2011  | Mohan Ganesalingam        | The Language of Mathematics                                                | Université de Cambridge                               |
| 2010  | Yury Savateev             | Algorithmic Complexity of Fragments of the Lambek Calculus                 | Université d'État de Moscou                           |
| 2009  | Emmanuel Chemla           | Presuppositions and Scalar Implicatures: Formal and Experimental Studies   | École normale supérieure                              |
| 2009  | Lukasz Kaiser             | Logic and Games on Automatic Structures                                    | École supérieure polytechnique de Rhénanie-Westphalie |
| 2008  | Tomas Brazdil             | Verification of Probabilistic Recursive Sequential Programs                | Université Masaryk                                    |
| 2008  | Marco Kuhlmann            | Dependency Structures and Lexicalized Grammars                             | Université de la Sarre                                |
| 2007  | Gabriele Puppis           | Automata for Branching and Layered Structures                              | Université d'Udine                                    |
| 2006  | Leszek Kołodziejczyk (pl) | Truth Definitions and higher-Order Logics in Finite Models                 | Université de Varsovie                                |
| 2006  | Chung-chieh (Ken) Shan    | Linguistic Side Effects                                                    | Université Harvard                                    |
| 2005  | Ash Asudeh (en)           | Resumption as Resource Management                                          | Université de Canterbury                              |
| 2004  | John T. Hale              | Grammar, Uncertainty and Sentence Processing                               | Université d'État du Michigan                         |
| 2003  | Jason Baldridge           | Lexically Specified Derivational Control in Combinatory Categorial Grammar | Université d'Édimbourg                                |
| 2002  | Maria Aloni               | Quantification under conceptual covers                                     | Université d'Amsterdam                                |
| 2001  | Gerald Penn               | The Algebraic Structure of Attributed Type Signatures                      | Université de Toronto                                 |
| 2000  | Jelle Gerbrandy           | Bisimulations on Planet Kripke                                             | Université d'Amsterdam                                |
| 2000  | Khalil Sima'an            | Learning Efficient Disambiguation                                          | Université d'Amsterdam et Université d'Utrecht        |
| 1999  | Peter Grünwald            | The Minimum Description Length Principle and Reasoning under Uncertainty   | Université d'Amsterdam                                |
| 1999  | Matthew Stone             | Modality in Dialogue: Planning, Pragmatics and Computation                 | Université de Pennsylvanie                            |
| 1998  | Nir Friedman              | Modeling Beliefs in Dynamic Systems                                        | Université Stanford                                   |
| 1998  | Lisa Matthewson (en)      | Determiner Systems and Quantificational Strategies: Evidence from Salish   | Université de la Colombie-Britannique                 |